# Franco Bruna
Franco Bruna (Torino, 15 dicembre 1935 – Cuneo, 28 marzo 2014) è stato un fumettista e illustratore italiano.
Collaborò per oltre quarant'anni come vignettista per il quotidiano La Stampa a partire dal 1971, quando realizzò una caricatura sull'Incontro del secolo tra Muhammad Ali e Joe Frazier. Ha inoltre prodotto numerosi disegni (spaziando tra satira politica, caricature sportive e fumetti) per altre importanti testate editoriali, tra cui si annoverano Corriere della Sera, La Gazzetta dello Sport, Panorama, L'Espresso, Airone, Ciak, Corriere dei ragazzi, Topolino e Zio Paperone.
Si cimentò con merito anche nella pittura, esponendo le sue creazioni in varie mostre.